# Goźlice
Goźlice – wieś w Polsce, położona w województwie świętokrzyskim, w powiecie sandomierskim, w gminie Klimontów.
W latach 1954–1972 wieś należała i była siedzibą władz gromady Goźlice. W latach 1975–1998 miejscowość administracyjnie należała do województwa tarnobrzeskiego.
Przez miejscowość przebiega droga krajowa nr 9 z Radomia do Rzeszowa.
Przez wieś przechodzi  zielony szlak turystyczny z Chańczy do Pielaszowa.

## Części wsi
| SIMC    | Nazwa              | Rodzaj    |
| ------- | ------------------ | --------- |
| 0795838 | Goźlice Poduchowne | część wsi |
| 0795844 | Kozia Górka        | część wsi |
| 0795850 | W Lipach           | część wsi |
| 0795867 | Żuków              | część wsi |

## Historia
23 lutego 1280 pod Goźlicami, niedaleko Koprzywnicy, Piotr Bogoria Skotnicki i wojewoda sandomierski Janusz Starż, na czele rycerstwa polskiego rozbili wojska tatarsko-ruskie księcia  halicko-włodzimierskiego, Lwa Halickiego.
Goźlice od XIV do XVII wieku należały do dóbr rodziny Ossolińskich. Wieś leżąca w powiecie sandomierskim województwa sandomierskiego wchodziła w XVII wieku w skład kompleksu klimontowsko-ossolińskiego dóbr Zbigniewa Ossolińskiego.

## Zabytki
- Kościół parafialny pw. Wniebowzięcia NMP, wzniesiony w I poł. XIII wieku, do początku XVII[7] wieku rodowa nekropolia Ossolińskich. W l. 1559-1620 kościół był zborem kalwińskim pod patronatem najpierw Hieronima Ossolińskiego, a potem jego syna Andrzeja Ossolińskiego. Po śmierci tego ostatniego, miejscowość wykupił i zlikwidował zbór Jan Zbigniew Ossoliński. Kościół mocno ucierpiał w czasie I wojny światowej wskutek ostrzału artyleryjskiego. Dziś znajduje się w nim renesansowy nagrobek Hieronima Ossolińskiego.

Kościół został wpisany do rejestru zabytków nieruchomych (nr rej.: A.672 z 20.01.1966 i z 20.05.1977).
- Cmentarz wojenny w Goźlicach – jako część cmentarza parafialnego.

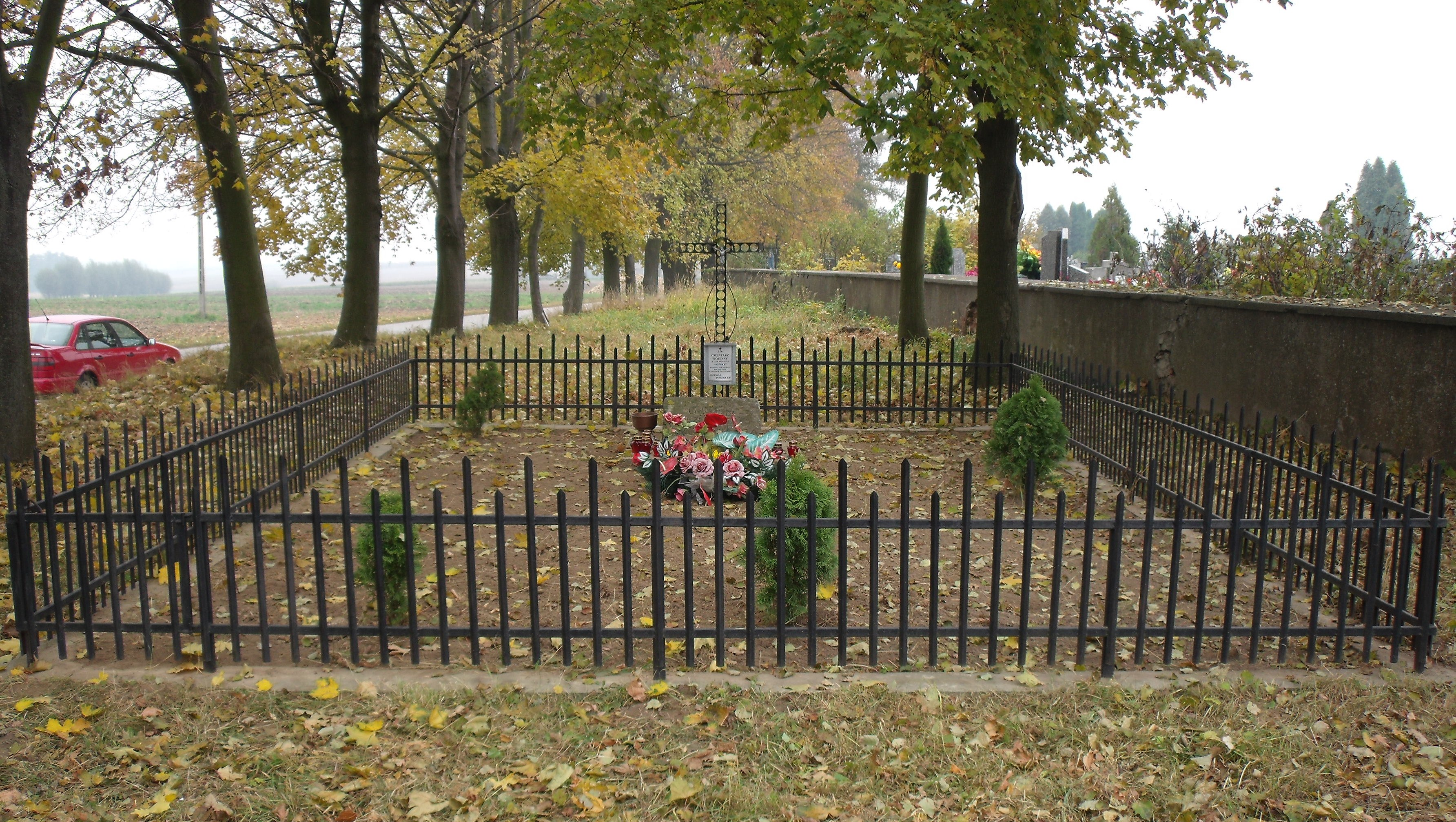
Cmentarz wojenny „Goźlice” z lata 1914–1915

- Cmentarz parafialny w Goźlicach z 1811 r. (nr rej.: A.673 z 17.06.1988)[8].